# Réserve naturelle de Balka Vorona
La réserve nationale de Balka Vorona (en ukrainien : Балка Ворона) est un parc national près de Synelnykove en Ukraine.
Elle est créée en 1985 ayant pour but principal la protection des lieux de fraie.
La superficie totale de la réserve est de 422 hectares, la réserve englobe la Vorona, affluent du Dniepr.

## En images

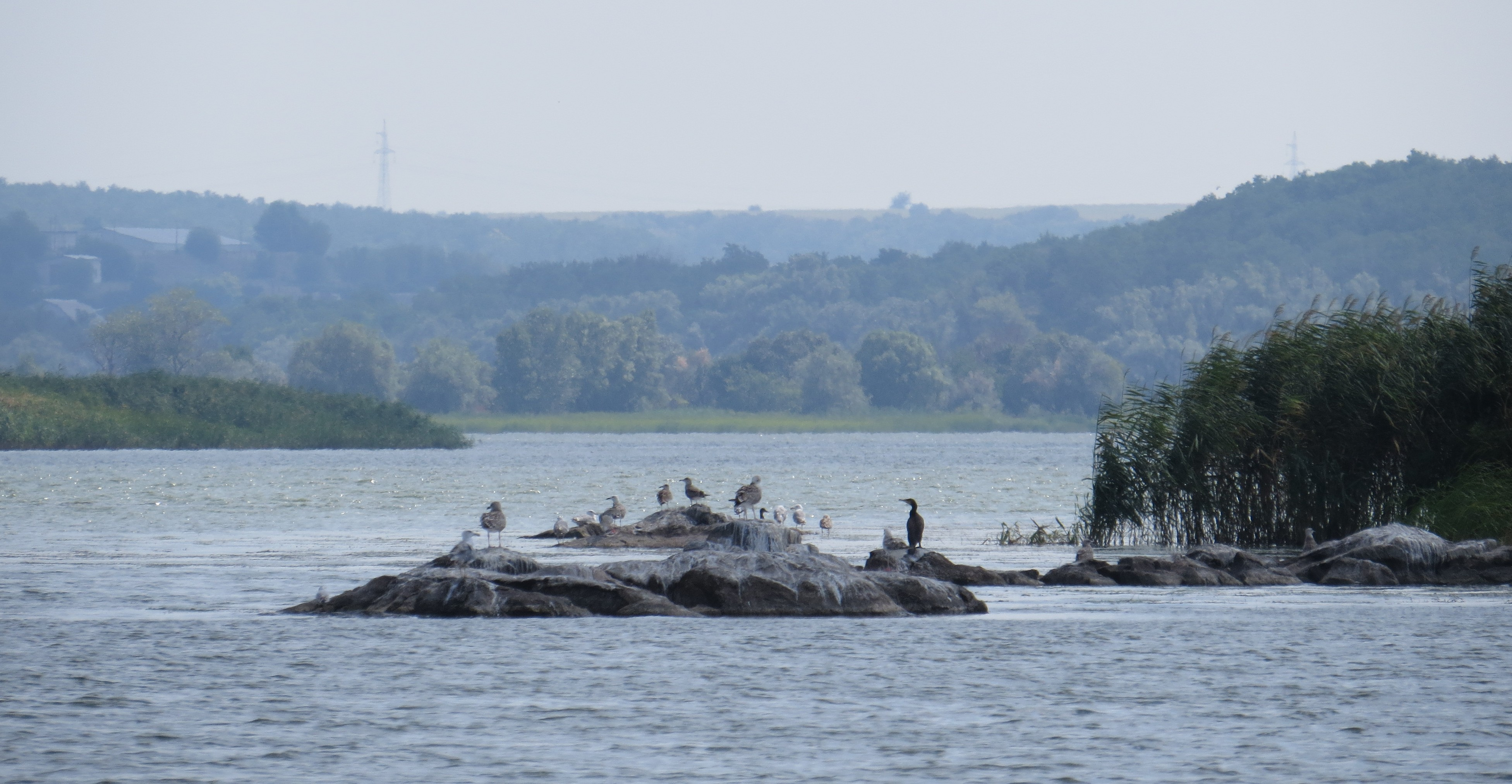
Site classé[1].